# La Chapelle-Saint-Maurice
La Chapelle-Saint-Maurice è un comune francese di 131 abitanti situato nel dipartimento dell'Alta Savoia della regione dell'Alvernia-Rodano-Alpi.

## Società

### Evoluzione demografica
Abitanti censiti